# Ascites (vleeskuiken)
Ascites, (Engels: broiler ascites syndrome, BAS) is een aandoening bij vleeskuikens die vernoemd is naar een symptoom van de ziekte, namelijk buikvocht. De aandoening wordt veroorzaakt door een tekort aan O2. Daarom komt ascites het meest voor bij vleeskuikens die op hoogte worden gehouden. Maar ook slecht geventileerde stallen kunnen een oorzaak zijn van een zuurstofgebrek met als gevolg ascites. 
Acites wordt ook weleens aangeduid met pulmonair hypertensiesyndroom. Pulmonair betekent 'van de longen' en hypertensie betekent 'hoge bloeddruk'.
Als een vleeskuiken te weinig zuurstof krijgt, reageert het lichaam door het hart harder te laten kloppen en door rode bloedcellen aan te maken. Door het hart sneller te laten kloppen wordt er meer bloed door de longen gepompt. De aanmaak van extra rode bloedcellen zorgt ervoor dat het bloed meer zuurstof kan opnemen per volume-eenheid. Beide reacties zorgen dus voor een verhoogde maximale zuurstofopname. Door de aanmaak van extra rode bloedcellen wordt het bloed dikker en moet het hart op zijn beurt weer harder gaan werken om het bloed rond te pompen. 
Door de longen kan maar een beperkte hoeveelheid bloed per tijdseenheid stromen. De hoeveelheid bloed die door de longen kan stromen is onder andere afhankelijk van de dikte van het bloed, een stroperige substantie stroomt langzamer door een buis dan een meer vloeibare substantie. Ascites ontstaat wanneer er geen extra bloed door de longen meer kan stromen en het vleeskuiken nog steeds een zuurstoftekort heeft. Als dit het geval is, ontstaat er, doordat het hart alsmaar harder gaat pompen, een hoge bloeddruk in het hart, de longslagader en de longen met als gevolg dat vaak de rechterhartkamer of de longslagader het begeeft.

## Ziekteverschijnselen
De mortaliteit als gevolg van ascites ligt meestal tussen de 1 – 2% maar kan ook oplopen tot 30%. Zo'n hoge mortaliteit kom vrijwel alleen voor bij koppels gehouden op hoogte. Het aantal dieren van een koppel dat ziekteverschijnselen vertoont, kan variëren van 1 – 5%.

Symptomen:
- plotselinge sterfte in een koppel snelgroeiende kuikens
- achterblijvende groei
- buikvocht (ascites) en zwakker wordende kuikens
- het koppel vertoont weinig activiteit
- blauwzucht

## Voorkomen
Het voorkomen van ascites begint al bij de fokkerij door vleeskuikens te fokken die aanleg hebben voor een goede zuurstofopname. Maar de belangrijkste maatregelen bij het voorkomen van ascites vinden plaats in de stal, namelijk:
- Een optimale temperatuur, zodat de kuikens geen extra O2 gebruiken om op temperatuur te blijven.
- Voldoende ventileren; bij koud weer is het beter warmte toe te voegen dan minder te ventileren zodat de afvoer van CO2 CO en NH3 niet in het gedrang komt.
- Het strooisel moet droog zijn zodat er minder NH3 vrijkomt.
- Voorkom stress, want stress verhoogt de O2-opname.